# Мшвениерадзе, Георгий Петрович
Георгий Петрович Мшвениерадзе (груз. გიორგი პეტრეს ძე მშვენიერაძე; род. 12 августа 1960, Тбилиси) — советский ватерполист. Олимпийский чемпион 1980 года, чемпион мира, трёхкратный чемпион Европы, многократный чемпион СССР. Двукратный обладатель Кубка мира, обладатель Кубка европейских чемпионов. Заслуженный мастер спорта СССР (1980).
В 1983 году признан лучшим ватерполистом чемпионата Европы в Риме. Сын двукратного призёра Олимпийских игр по водному поло Петра Мшвениерадзе.

## Вехи биографии
Родился 12 августа 1960 года в Тбилиси. Окончил юридический факультет МГУ (1983). Выступал за команды «Динамо» (Москва) — 1977—1989, «Триестино» (Триест, Италия; 1990—1991), «Эрг Рекко» (Реко, Италия; 1991—1994). Входил в сборную СССР (1979—1989).

## Спортивная карьера
- Олимпийский чемпион (1980), бронзовый призёр Олимпийских игр (1988).
- Чемпион мира (1982), бронзовый призёр чемпионата мира (1986).
- Двукратный обладатель Кубка мира (1981, 1983).
- Трёхкратный чемпион Европы (1983, 1985, 1987).
- Обладатель Кубка Европейских Чемпионов
- Обладатель Суперкубка
- Двукратный победитель Спартакиады народов СССР
- Четырёхкратный Чемпион СССР
- Обладатель Кубка СССР
- Победитель Международного турнира Gudwill games
- Один из лучших центральных нападающих за всю историю мирового водного поло